# Qrendi
Qrendi (officiële naam Il-Qrendi) is een kleine plaats en tevens gemeente op het eiland Malta met een inwoneraantal van 2525 (november 2005). De plaats ligt vlak bij Mqabba en Żurrieq.
Het eerste bewijs van het bestaan van Qrendi dateert van 1417, toen 26 huishoudens werden geregistreerd voor de administratie van de dienstplicht. De achternamen tonen aan dat ongeveer de helft van de inwoners van destijds nu nog altijd nazaten hebben in het huidige dorp.
De Ridders van de Maltezer Orde bouwden in Qrendi een achthoekige uitkijktoren om het dorp te kunnen beschermen tegen aanvallen van onder andere piraten. Later werden aan de kust twee torens gebouwd die deel uitmaakten van een verdedigingslinie rondom het eiland. Deze beide torens staan er nog altijd: de toren gebouwd door grootmeester Martin De Redin doet momenteel dienst als politiebureau (inclusief het originele kanon).
Qrendi werd een zelfstandige parochie in 1618. De lokale kerk, gebouwd in barokstijl, werd voltooid in 1720.
De jaarlijkse festa van Qrendi wordt gevierd op 15 augustus. Men viert dit dorpsfeest ter ere van Maria. Een tweede festa, ook ter ere van Maria, vindt plaats op de eerste zondag van juli.

## Geboren
- Gianluca Bezzina (9 november 1989), zanger en dokter